# Black Tiger (album)
Black Tiger è il quarto album in studio dei Y&T, uscito nel 1982 per l'Etichetta discografica A&M Records.

## Tracce
1. From The Moon – 0:42 (Meniketti, Alves, Kennemore, Haze)
2. Open Fire – 4:10 (Meniketti, Alves, Kennemore, Haze)
3. Don't Wanna Lose – 4:09 (Meniketti, Alves, Kennemore, Haze)
4. Hell Or High Water – 3:44 (Meniketti, Alves, Kennemore, Haze)
5. Forever – 5:47 (Meniketti, Alves, Kennemore, Haze)
6. Black Tiger – 4:18 (Meniketti, Alves, Kennemore, Haze)
7. Barroom Boogie – 4:20 (Meniketti, Alves, Kennemore, Haze)
8. My Way Or The Highway – 4:43 (Meniketti, Alves, Kennemore, Haze)
9. Winds Of Change – 6:19 (Meniketti, Alves, Kennemore, Haze)

## Formazione
- Dave Meniketti - voce, chitarra
- Joey Alves - chitarra, cori
- Phil Kennemore - basso, cori
- Leonard Haze - batteria, cori